# 爾朱姓
爾朱姓為漢字複姓，沿自北魏時期，世居於爾朱川（今山西省西北部流经神池、五寨、保德县之朱家川）的契胡族部落，以居住地為部族姓氏，是謂爾朱氏，許多人在漢化以後，改為朱姓。

## 人物
- 爾朱榮：北魏時期軍事權臣。
- 爾朱欽：明初文官。